# Jacuípe
Jacuípe är en kommun i Brasilien.   Den ligger i delstaten Alagoas, i den östra delen av landet, 1 600 km nordost om huvudstaden Brasília. Antalet invånare är 6 986.
Omgivningarna runt Jacuípe är en mosaik av jordbruksmark och naturlig växtlighet. Runt Jacuípe är det ganska tätbefolkat, med 54 invånare per kvadratkilometer.